# 福井文化テレビジョン
株式会社福井文化テレビジョン（ふくいぶんかテレビジョン）は、1990年代に福井県を放送対象地域とする民放テレビ第3局として開局準備を進めていた放送局（放送会社）である。

## 概要
1992年（平成4年）10月16日、電波監理審議会は福井県において第3局を開設するための放送普及基本計画の変更を郵政大臣に答申（高知県の第3局、愛媛県の第4局と同日）。同年12月18日、郵政省（現在の総務省）は福井県に第3局目の周波数UHF23チャンネルを割り当てた。
福井県に第3局が割り当てられた背景には、1990年代初めに石川県のテレビ金沢（1990年4月1日開局）・北陸朝日放送（1991年10月1日開局）、富山県のチューリップテレビ（1990年10月1日開局、当時はテレビユー富山）の開局が相次いだことにある。また、北陸朝日放送の開局前に、郵政省北陸電気通信監理局（現在の総務省北陸総合通信局）の局長（当時）が石川県で「福井県でも多局化を進めたい」と発言した。

## 周波数割り当て後の経緯
周波数割り当て後、郵政省は申請受付を開始。1993年（平成5年）2月26日の締切時点で、11社が申請した。
申請した主な事業者（事業者名・代表者名、いずれも申請時点）。
- 福井文化テレビジョン（学校法人金井学園理事長・金井兼造）[5]
- フェニックステレビ（学校法人北陸学園理事長・酒生文彦）[5]
- 福井県民テレビ（江守商事社長・江守幹男）[5]
- 日刊スポーツ新聞社[5]
- テレビユー福井（北國新聞社社長・飛田秀一）[5]
- 福井第一テレビ（北國観光社長）[5]

その後、一本化調整とキー局の交渉を進めるため、江守商事社長（当時）の江守幹男が代表となり民放設立準備室が設置された。

## 開局断念へ
前述の「民放設立準備室」は、キー局として東京放送（当時、現在のTBSテレビの前身）との交渉を進めたが、TBSは近隣県の石川・富山両県と比べてもマーケットが小さいこと、福井ケーブルテレビ・嶺南ケーブルネットワークといったケーブルテレビの普及率が高いことから福井県での置局には消極的の方針を示していた。そのため、テレビ朝日（当時は全国朝日放送）との交渉に切り替えたが、「福井放送でのクロスネットで対応する」と回答された。
また、1995年（平成7年）3月29日、郵政省の「マルチメディア時代における懇談会」の報告書では2000年代前半からテレビのデジタル導入を可能と記載。報告書発表の約1か月後となる同年4月25日には、これまでの民放テレビ1県4局の方針を変更し、1996年（平成8年）5月で新規開局を終了とする方針に変更した。仮に、新規に開局できた場合でも、ただちにデジタル化への対応が必要となり費用負担が大きくなることから、福井県での開局を断念した。
1998年（平成10年）3月18日には「民放設立準備室」を解散。同年11月30日までに申請した事業者はすべて申請を取り下げ、翌年の1999年（平成11年）1月18日に郵政省は福井県に割り当てた23チャンネルを取り消した。